# Florian Stetter

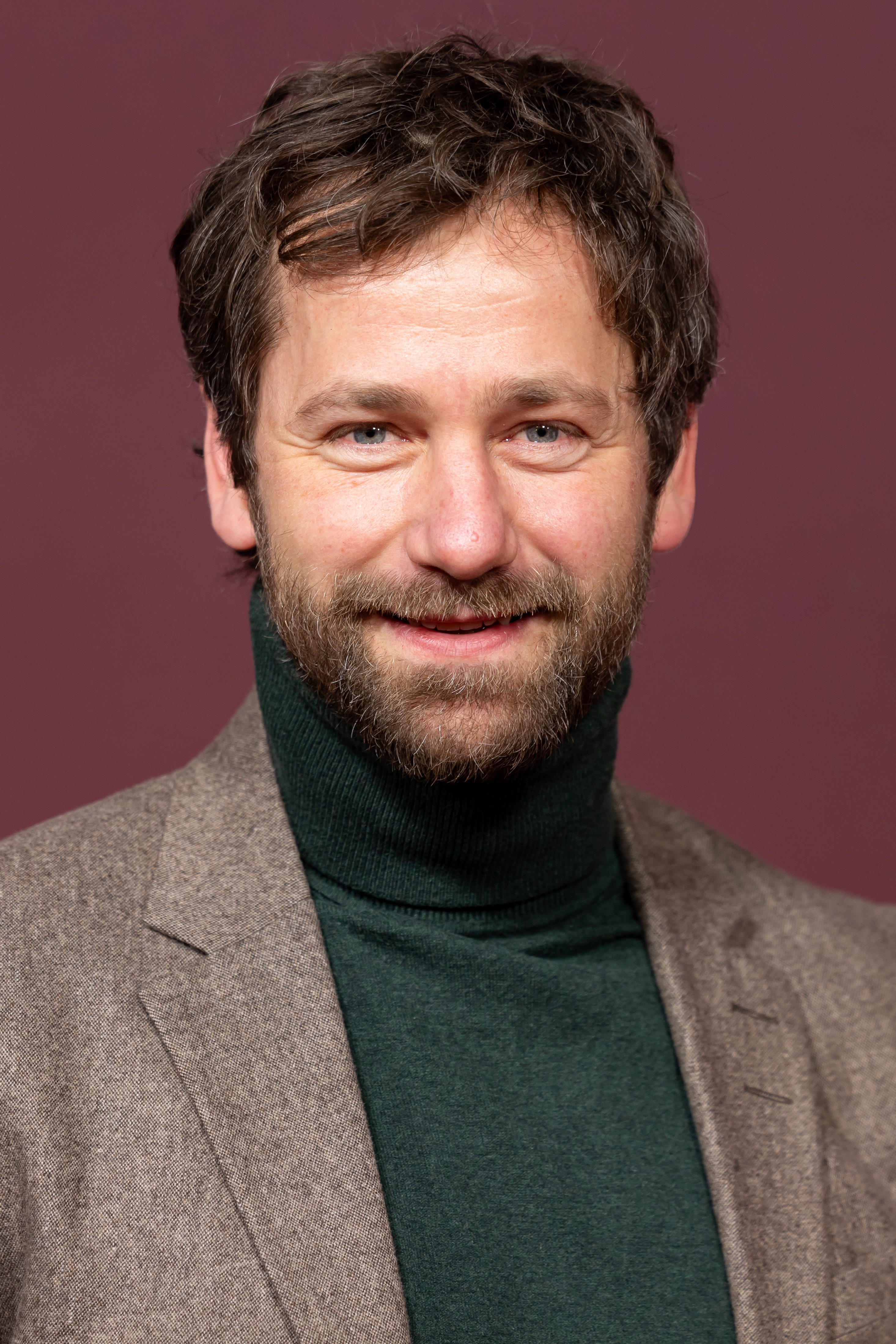
Florian Stetter (2025)

Florian Stetter (* 2. August 1977 in München) ist ein deutscher Schauspieler. Seinen Durchbruch hatte er 2000 als junger Hilfsarbeiter David in dem Roadmovie  L’Amour.

## Leben

### Herkunft und Ausbildung
Florian Stetter, Sohn einer Lehrerin und eines Mikrobiologen, wuchs in Regensburg mit seinen zwei Schwestern auf. Er besuchte dort das Gymnasium, welches er aufgrund schlechter Noten im 10. Schuljahr vorzeitig verließ. Nach dem Zivildienst begann er zunächst ein Studium an der Westfälischen Schauspielschule Bochum, das er jedoch für die Hauptrolle des jungen Hilfsarbeiters David in Philip Grönings deutsch-schweizerischem Roadmovie L’Amour vorzeitig abbrach. Für sein Schauspieldebüt wurde er 2001 mit dem Max Ophüls Preis als „Bester Nachwuchsdarsteller“ ausgezeichnet. Nach einer Irland-Reise und Praktika als Beleuchter studierte Stetter von 1999 bis 2002 Schauspiel an der Otto-Falckenberg-Schule in München.

### Film und Fernsehen
Bereits während des Studiums stand Stetter für zahlreiche weitere Film- und Fernsehproduktionen vor der Kamera, unter anderem 2001 als junger Eiskunstläufer Nils Wehmeyer in dem Fernsehdrama Riekes Liebe von Kilian Riedhof. Für seine Rolle des Arthur in dem Fernsehfilm Die Freunde der Freunde erhielt er neben Dominik Graf, Hanno Lentz, Matthias Schweighöfer, Sabine Timoteo und Jessica Schwarz den Grimme-Preis in der Kategorie „Fiktion & Unterhaltung“.
Es folgten Kinofilme wie Napola – Elite für den Führer (2003), Sophie Scholl – Die letzten Tage (2004), Die Rückkehr der Störche (2007) und weitere Fernsehfilme wie Schiller (2005). Von 2008 bis 2011 übernahm Stetter an der Seite von Ulrike Kriener eine durchgehende Rolle als Kriminalkommissar Leander Blohm in der ZDF-Samstagskrimireihe Kommissarin Lucas.
Anfang 2010 sah man Stetter in der Rolle des italienischen Extrembergsteigers Reinhold Messner in Joseph Vilsmaiers Kinoproduktion Nanga Parbat. 2011 wurde er neben Franz Dinda im Polizeiruf 110: Zwei Brüder von Nils Willbrandt als Markus Hartmann in der Titelrolle besetzt und übernahm die Rolle des Klassenlehrers Albert Schwarz in Marc-Andreas Bocherts Inklusion – gemeinsam anders. In Dominik Grafs Historienfilm Die geliebten Schwestern (2014), der bei den 64. Internationalen Filmfestspielen in Berlin uraufgeführt wurde, spielte er an der Seite von Henriette Confurius und Hannah Herzsprung die männliche Hauptrolle des deutschen Dichters Friedrich Schiller. 2015 stellte er in der Literaturverfilmung Nackt unter Wölfen die Hauptrolle des Hans Pippig, der mit seinem Vater ins KZ Buchenwald eingeliefert wird, dar. 2019 übernahm er in dem Märchenfilm Die drei Königskinder der ARD-Fernsehreihe Sechs auf einen Streich an der Seite von Adele Neuhauser und Friederike Becht die Rolle des Königs Alexander. In dem deutsch-tschechischen Fernsehfilm Kranke Geschäfte verkörperte Stetter 2020 neben Corinna Harfouch und Felicitas Woll die Rolle des engagierten Stasi-Mitarbeiters Armin Glaser.

### Theater
Stetters Theaterlaufbahn begann 2002 am Schauspielhaus Hannover mit Future de Luxe unter der Regie von Igor Bauersima sowie am Volkstheater München, wo er unter anderem in Titus Andronicus und Klein Eyolf spielte. Es folgten Engagements bei den Salzburger Festspielen (Mammon im Jedermann, Neuinszenierung von Christian Stückl 2002/03) und am Schauspielhaus Zürich, wo er in Der Geizige (2005) ebenso zu sehen war wie in der Uraufführung von Igor Bauersimas Lucie de Beaune (2005). In der Spielzeit 2007/08 war Stetter Ensemblemitglied am Maxim Gorki Theater Berlin und arbeitete u. a. mit den Regisseuren Stefan Bachmann und Armin Petras.

### Privates
Florian Stetter lebt mit seiner Frau und zwei Kindern in Berlin.

## Filmografie (Auswahl)

### Kinofilme
- 2000: L’Amour
- 2001: Der schöne Tag
- 2004: Napola – Elite für den Führer
- 2005: Sophie Scholl – Die letzten Tage
- 2005: Liebes Spiel
- 2007: Rückkehr der Störche
- 2010: Nanga Parbat
- 2013: Der Geschmack von Apfelkernen
- 2014: Die geliebten Schwestern
- 2014: Kreuzweg
- 2016: SMS für dich
- 2018: Idioten der Familie
- 2018: Petting statt Pershing
- 2021: Der Boandlkramer und die ewige Liebe
- 2024: Unspoken

### Fernsehfilme
- 2001: Riekes Liebe
- 2002: Die Freunde der Freunde
- 2004: Vater werden ist nicht schwer …
- 2004: Mein Vater, meine Frau und meine Geliebte
- 2005: Wellen
- 2005: Schiller
- 2007: Paparazzo
- 2007: Der geheimnisvolle Schwiegersohn
- 2008: Der Seewolf
- 2009: Die Wölfe (Dreiteiler, Teil 2 Zerbrochene Stadt)
- 2011: Inklusion – gemeinsam anders
- 2012: Die Verführerin Adele Spitzeder
- 2014: Die Frau aus dem Moor
- 2014: Die reichen Leichen. Ein Starnbergkrimi
- 2015: Eine wie diese
- 2015: Nackt unter Wölfen
- 2015: Simon sagt auf Wiedersehen zu seiner Vorhaut
- 2016: Die Ermittler – Nur für den Dienstgebrauch
- 2016: Das Sacher (Zweiteiler)
- 2017: Das doppelte Lottchen
- 2018: Lost & Found
- 2018: Unterwerfung
- 2019: Wiener Blut
- 2019: Kranke Geschäfte
- 2019: Die drei Königskinder
- 2020: Im Abgrund
- 2022: Gesicht der Erinnerung
- 2022: In falschen Händen
- 2023: Nach uns der Rest der Welt

### Fernsehserien und -reihen
- 2006: SOKO Kitzbühel (Folge Tod einer Hexe)
- 2009: Tatort: … es wird Trauer sein und Schmerz
- 2009–2011: Kommissarin Lucas
  - 2009: Vergessen und Vergeben
  - 2010: Aus der Bahn
  - 2010: Spurlos
  - 2010: Wenn alles zerbricht
  - 2011: Am Ende muss Glück sein
  - 2011: Gierig
- 2011: Polizeiruf 110: Zwei Brüder
- 2011: SOKO Leipzig (Folge Mission to Mars)
- 2018: Weissensee (6 Folgen)
- 2019: Die Chefin (Folge Fremder Sohn)
- 2020: Dunkelstadt (Folge Traumfänger)
- 2021: Friesland: Haifischbecken
- 2021: Helen Dorn: Die letzte Rettung
- 2021: Jenseits der Spree (Folge Blutsbande)
- 2021: Vienna Blood – Vor der Dunkelheit
- seit 2022: Katharina Tempel
  - 2022: Was wir verbergen
  - 2024: Was wir fürchten
- 2022: Ein Schritt zum Abgrund (4 Folgen)[4]
- 2023: Ein starkes Team: Im Namen des Volkes
- 2023: Zimmer mit Stall (Folge Das Blaue vom Himmel)
- 2024: Sexuell verfügbar (5 Teile)

## Auszeichnungen
- 2001: Max Ophüls Preis als „Bester Nachwuchsdarsteller“ für L’Amour
- 2003: Grimme-Preis in der Kategorie „Fiktion & Unterhaltung“ für Die Freunde der Freunde (gemeinsam mit Dominik Graf, Hanno Lentz, Matthias Schweighöfer, Sabine Timoteo und Jessica Schwarz)
- 2009: Goldene Nymphe beim Festival de Télévision de Monte-Carlo in der Kategorie „Beste Mini-Serie“ für Die Wölfe
- 2014: Festival International du Film Historique de Waterloo als „Bester Hauptdarsteller“ für Die geliebten Schwestern
- 2016 44th International Emmy Awards, Best performance by an Actor nominated for "Naked among wolves"